# Ahmed Kamel
Ahmed Kamel (* 1981 in Kairo) ist ein ägyptischer multidisziplinärer Künstler.

## Leben
Kamel studierte Fotografie und Bewegtbild an der Hochschule für Grafik und Buchkunst Leipzig und zuvor Malerei an der Helwan-Universität in Kairo.
Er hat den gemeinnützigen Verein Zuker e. V. für den kulturellen Austausch zwischen Europa und der arabischen Welt gegründet. Seit 2016 ist er dessen Vorsitzender.
Kamel lebt und arbeitet in Berlin und Kairo.

## Schaffen als Künstler
Kamel stellte seine Werke in Einzel- und Gruppenausstellungen im Nahen Osten und in Europa aus. Dazu gehörten Ausstellungen im Contemporary Image Collective in Kairo, in der Townhouse Gallery in Kairo, im Louisiana Museum of Modern Art in Humlebæk, im Brandts Museum für Fotokunst in Odense, im East Wing in Dubai, im Museum für Kunst und Gewerbe in Hamburg und im Folkwang Museum in Essen. Er war Artist in Residence am Auswärtiges Amt in Berlin.

## Ausstellungen

### Einzelausstellungen
- 2018 Did Not Happen, zone E Galerie, Essen
- 2017 Did Not Happen, Dachatelier, Auswärtiges Amt, Berlin
- 2016 Sight/Spiral, Erstererster, Berlin[6]
- 2015 About Paradise/Repetitive Units, Zone B Galerie, Berlin
- 2011 Extension, Cinéma les Variétés, Marseille
- 2010 Local Star, Mashrabia Galerie, Kairo
- 2010 By law, Marks Blond, Bern
- 2010 Spiral, Stadtgalerie Progr, Bern
- 2009 Shop-Abutting, ArtElLewa, Kairo
- 2008 Home-the Self, Institut Francais d’Egypte, Kairo

### Gruppenausstellungen (Auswahl)
- 2020 In Der Ferne So Nah, Haus am Lützowplatz, Berlin
- 2019 Paris-Berlin, Fotohaus, Arles
- 2019 Power Struggle, Katharina Maria Raab Galerie, Factory TT, Tehran
- 2018 1-54 Art Fair, Katharina Maria Raab Galerie, New York
- 2016 Fragments of HiStories, Neuer Sächsischer Kunstverein, Dresden
- 2014 Cairo Open City, East Wing, Dubai
- 2014 Arab Contemporary, Louisiana Museum of Modern Art, Humlebæk
- 2013 Errors Allowed, Mediterranea 16, Biennial, Ancona
- 2013 Cairo Open City, Museum für Kunst und Gewerbe, Hamburg
- 2013 Cairo Open City, Museum Folkwang, Essen
- 2011 Shaabi, Serpentine Gallery, London
- 2011 Propaganda by Monuments, Contemporary Image Collective, Kairo
- 2010 Noord, Mediamatic, Amsterdam
- 2009 Photocairo 4, Brandts Museet for Fotokunst, Odense
- 2007 Cartography, Contemporary Image Collective, Kairo

## Publikationen
- 2021 In Der Ferne So Nah, Landesverband Berliner Galerien, Deutschland[7]
- 2019 Hanan al-Cinema Affections for the Moving Image, Laura U. Marks, MIT Press, Canada[8]
- 2019 Power Struggle, Katharina Maria Raab Gallery und Factory TT, Iran
- 2017 AArtists in Residence, Auswärtiges Amt und Landesverband Berliner Galerien, Deutschland
- 2016 Fragments of HiStories, Tina Bara, Neuer Sächsischer Kunstverein, Deutschland
- 2016 Art from Berlin, Landesverband Berliner Galerien, Ungarn
- 2014 Alternative Nomadi, Mediterranea Biennial, Italy[9]
- 2014 Arab Contemporary, Michael Juul Holm Mette und Marie Kallehauge, Louisiana Museum of Modern Art, Denmark
- 2014 Cairo Open City, Florian Ebner und Constanze Wicke, Museum Folkwang, Deutschland[10]
- 2014 Invisible Presence: Looking at the Body in Contemporary Egyptian Art, Stefania Angarano, Mashrabia Gallery, Ägypten
- 2011 Propaganda by Monuments, Mia Jankowicz und Clare Butcher, Contemporary Image Collective, Ägypten
- 2009 Photography and Egypt, Maria Golia, Reaktion Books – Exposures, Ägypten
- 2008 The long shortcut, Aleya Hamza und Edit Molnár, Contemporary Image Collective, Ägypten
- 2007 Sowar Min El Salon, Aleya Hamza, Contemporary Image Collective, Ägypten

## Auszeichnungen und Stipendien
- 2016–2017 Artist-in-residence, Auswärtiges Amt und Landesverband Berliner Galerien, Berlin[11][12]
- 2010 Artist-in-residence, Mediamatic, Amsterdam[13]